# Bataille de Nogent-sur-Seine
 (mars 2021).
Si vous disposez d'ouvrages ou d'articles de référence ou si vous connaissez des sites web de qualité traitant du thème abordé ici, merci de compléter l'article en donnant les références utiles à sa vérifiabilité et en les liant à la section « Notes et références ».
La bataille de Nogent en 1359 est un combat entre Eustache d'Abrichecourt, un chevalier français, au service des Anglais, et les troupes du chevalier français Brocard de Fénestrange[réf. nécessaire].
Le 23 juin 1359, Eustache d'Abrichecourt commande l'armée des Anglo-Navarrais qui est défaite par l'évêque de Troyes Henri de Poitiers près de Nogent-sur-Seine. Eustache d'Abrichecourt est alors fait prisonnier par Henri de Poitiers. 